# Мулловка (Ульяновська область)
Мулловка (рос. Мулловка) — робітниче селище в Мелекеському районі Ульяновської області Російської Федерації.
Населення становить 5029 осіб. Входить до складу муніципального утворення Муловське міське поселення.

## Історія
Від 2004 року входить до складу муніципального утворення Муловське міське поселення.

## Населення
| 1959  | 1970  | 1979  | 1989  | 2002  | 2009  | 2010  |
| ----- | ----- | ----- | ----- | ----- | ----- | ----- |
| 8829  | ↘8195 | ↘7568 | ↘6839 | ↘6439 | ↗6534 | ↘6168 |
| 2012  | 2013  | 2014  | 2015  | 2016  | 2017  | 2018  |
| ↘6148 | ↘6128 | ↘6102 | ↗6110 | ↘6063 | ↘5929 | ↘5798 |
| 2019  | 2020  | 2021  |       |       |       |       |
| ↘5610 | ↘5477 | ↘5029 |       |       |       |       |